# Apple M4
Apple M4は、Appleが2024年5月7日にApple Eventで発表したARMアーキテクチャチップ（SoC）のAppleシリコン。
2024年5月発売のiPad Pro(11インチ, M4), (13インチ, M4)、同年10月に発表されたiMac (2024, M4), Mac mini (2024, M4), MacBook Pro (14-inch, 2024, M4)、2025年3月に発表されたMacBook Air (2025, M4)に搭載される。
TSMCの3nmプロセスN3Eを採用し、280億個のトランジスタにより、10コアCPU、8または10コアGPU、16コアNeural Engine、メディアエンジン（AV1デコーダー搭載）、Secure Enclave、8GB, 16GBのLPDDR5X-7500によるユニファイドメモリを実装する。

## 設計
公式発表によると、M4は前世代のiPad Proに搭載されているM2と比較して
- CPU
  - 同じ電力レベルでマルチスレッド性能を1.5倍高速化
  - 最大10コア 高性能4コア+ 高効率6コア
- GPU
  - 10コア
  - ハードウェア・アクセラレーテッド・レイトレーシング
  - ハードウェア・メッシュ・シェーダー
  - Dynamic Cachingによるメモリ最適化
  - 最大4倍の3Dレンダリングのパフォーマンス
- Neural Engine
  - 毎秒38兆回の演算性能

を実現しているという

## 搭載モデル
- iPad Pro (11インチ, M4)（9コアまたは10コア）
- iPad Pro (13インチ, M4)（9コアまたは10コア）
- iMac (2024, M4)（8コアまたは10コア）
- Mac mini (2024, M4)（10コア）
- MacBook Pro (14-inch, 2024, M4)（10コア）
- MacBook Air (13-inch, 2025, M4)（10コア）
- MacBook Air (15-inch, 2025, M4)（10コア）

## 関連する同世代SoC
- Apple M4 Pro
- Apple M4 Max
- Apple A18, Apple A18 Pro